# Steve Peat
Pour les articles homonymes, voir Peat.
Steve Peat, né le 17 juin 1974 à Sheffield, est un coureur cycliste britannique spécialiste de VTT de descente. Champion du monde en 2009, il a également remporté la coupe du monde de la discipline à quatre reprises et été quatre fois vice-champion du monde. Il se retire de la compétition après la dernière manche (Andorre) en 2016.  
Il est admis au Mountain Bike Hall of Fame en 2018.

## Palmarès

### Championnats du monde
Descente
 Médaillé d'or en 2009
 Médaillé d'argent en 2000, 2001, 2002, 2008

### Coupe du monde
- Coupe du monde de descente (3)
  - 8e en 1997
  - 4e en 1998 (1 manche)
  - 2e en 1999 (2 manches)
  - 2e en 2000 (1 manche)
  - 9e en 2001 (2 manches)
  - 1er en 2002 (3 manches)
  - 9e en 2003 (1 manche)
  - 1er en 2004 (2 manches)
  - 12e en 2005 (2 manches)
  - 1er en 2006 (1 manche)
  - 3e en 2007
  - 4e en 2008
  - 3e en 2009 (2 manches)
  - 7e en 2010
  - 11e en 2011
  - 35e en 2012
  - 19e en 2013
  - 19e en 2014

- Coupe du monde de dual slalom
  - 7e en 2000 (1 manche)

- Coupe du monde de 4-cross
  - 8e en 2002
  - 9e en 2003

### Championnats d'Europe
Descente
 Champion d'Europe en 2000, 2004
 Médaillé de bronze en 2005
Dual slalom
 Médaillé d'argent en 2000

### Championnats de Grande-Bretagne
- Champion de Grande-Bretagne de descente : 1999, 2000, 2002, 2003, 2005, 2008 et 2010